# Устав Русије
Устав Руске Федерације (рус. Конституция Российской Федерации) — виши нормативни правни акт Руске Федерације. Примљена је на Народном гласању 12.децембра 1993. године, ступила је на снагу 25. децембра 1993. године. Устав има највишу правну снагу и утврђује основе уставног поретка Русије, државно уређење, права и слободе човека и грађанина, формирање представничких, извршних, судских органа власти и систем локалне самоуправе, као и уставне амандмане и ревизију Устава.
Према подацима социолошког истраживања које је Сверосијски центар за проучавање јавног мишљења спровео у децембру 2017. године, 61 % испитаних Руса сматрало је Устав Руске Федерације документом који у потпуности или више одговара потребама земље и њеног народа.
Нацрт коначног текста стављен је на уставни референдум који је одржан 12. децембра 1993. Од свих регистрованих бирача у држави, на референдуму је учествовало 58.187.755 људи (54,8%). Њих 32.937.630 (54,5%) гласало је за усвајање Устава. Заменио је претходни Устав РСФСР из 1978, након што је завршена Руска уставна криза исте године.
У вези са прихватањем амандмана на сверосијском гласању 1. јула 2020. године, одобрених, према званичним подацима, већином Руса, у основни закон су унесене значајне промене. Амандмани су ступили на снагу 4. јула 2020. Бирачи су на њему изгласали промене постојећег Устава који би, између осталог, омогућио руском политичару и актуелном председнику Владимиру Путину да буде на власти до 2036. године.

## Историја Устава
У 1990-1991.години СССР се распао. Све Републике, укључујући РСФСР, прихватиле су декларације о свом државном суверенитету. Съезд народних посланика РСФСР-а је усвојио Декларацију о државном суверенитету РСФСР-а 12.јуна 1990. године. У њој је први пут постављен задатак израде новог Устава РСФСР-а на основу проглашених принципа, укључујући принцип раздвајања грана власти.

### Развој пројекта (1990)
16.јуна 1990. године формирана је Конституциона комисија I Събрања народних посланика РСФСР-а, која је започела овај рад у мраморној соби 14. корпуса Кремља. Председником комисије је именован председник Врховног совета РСФСР Борис Елцин, заменик први заменик председника Врховног совета РСФСР Руслан Хасбулатов, секретар народни депутат РСФСР Олег Румјанцев. У почетку је у состав комисије ушло 102 депутата, али је до новембра 1992.године њен број смањен на 98 људи, посебно због тога што су три члана уставне комисије изабрана у состав Уставног суда РФ.
Међутим, сложена распоред политичких снага у складу народних посланика довела је до значајног одлагања прихватања новог Устава. Углавном је процес био на путу уношења бројних промена у важећу конституцију РСФСР-а, која је у вези са тим стекла контрадикторни карактер, неке њене норме су биле у супротности са другим. Ова недоследност изазвала је жестоку конфронтацију и противљење законодавној и извршној грани власти.
У изради Устава учествовали су стручњаци које је финансирала агенција САД за међународни развој. Према мишљењу Јурија Батурина:"од страних стручњака (они нису радили на тексту, али су оцењивали појединачне фрагменте) могу тачно назвати Мануела Гарсија Алвареса, професора уставног права Универзитета у Леону (Испанија)".
21.септембра 1993. године, председник Руске Федерације Борис Јељцин издао је указ "О поэтапној конституционој реформи у Руској Федерацији", према којем су Съезд народних посланика и Врховни савет Русије требало да прекину своју активност, а до 12. децембра требало је да се изради нови устав. Након неколико сати Уставни суд Руске Федерације је изрекао закључак Уставног Суда РФ од 21.09.1993 № З-2 " о усаглашености Устава Руске Федерације акција и одлука председника Руске Федерације б.н. Јељцина, повезаних са његовим Указом од 21. септембра 1993.године "О поэтапној конституционој реформи у Руској Федерацији", у којем је б. Н. Јељцина одбацио са позиције председника РФ, али отрешење није признато од стране председника и његовог окружења.
Највиша тачка овог сукоба били су догађаји у октобру 1993.године, који су се решили током оружаног сукоба власти распуштањем Събрања народних посланика и Врховног Совета. Није постојала само политичка, већ и уставна криза. У овим условима, прихватање новог Устава требало је да буде основа која доприноси успостављању стабилности у друштву.
Пројекти новог устава су припремљени много. Главни од њих су били два:
- нацрт уставне комисије;
- пројекат Уставног састанка сазваног одлуком председника РФ Бориса Елцина.

У резултат тога, пројекат Уставног састанка је обухватио многе одредбе пројекта конституционе комисије и примљен је као основа при коначној доработци устава са привлачењем субјеката Руске Федерације, депутата, њихових различитих фракција, стручњака, радних група. Након значајне доработке, овај пројекат Устава је изнесен од стране председника на народно гласање.
Према мишљењу Виктора Шејниса, једног од аутора Устава Русије, главног научног сарадника Института за светску економију и међународне односе РАН, "президентски пројекат" конституције је створен под егидом три особе, Сергеја Алексеева, Анатолија Собчака и Сергеја Шахраја, они су били лидери процеса, али укупно је у Уставном састанку учествовало више од 800 учесника, радили су различити правници. Сергеј Шахрај издваја два главна аутора Устава себе и Сергеја Алексеева. Устав је такође помогао да се развију учесници пројекта Rule of Law, који финансира агенција САД за међународни развој. Услед заједничког рада, израдио је нови јединствени пројекат Устава Русије, који је касније био изнесен од стране председника Русије на народно гласање (фактички на референдум) и постао је важећи Устав Руске Федерације по резултатима гласања одржаног 12.децембра 1993. године.

### Прихватање (1993)
15.октобра 1993. године председник Борис Јељцин је потписао указ о свенародном гласању по пројекту Устава Русије и одобрио Положбу о свенародном гласању по пројекту Устава Руске Федерације 12. децембра 1993. године. Према одредби, Устав се сматрао одобреним ако је за његово прихватање гласала већина бирача који су учествовали у гласању, под условом да је више од половине броја регистрованих бирача учествовало у гласању. Термин " свенародно гласање "(а не" референдум") коришћен је како би се заобишла одредба важећег Закона о референдуму РСФСР-а од 16.октобра 1990. године, према чијем члану 9 референдум може бити именован само Съездом народних посланика или Врховним Саветом РФ, али у члану 1 овог закона оба ова термина су једнака.
Гласање је одржано 12.децембра 1993. године. За прихватање Устава гласало је 58,43 %, против 41,57 %. Нови устав је примљен и ступио је у рад од дана објављивања у Российской газете 25.децембра 1993. године.

## Структура
Актуелни Устав Русије се састоји од преамбуле и два дела. У преамбули се проглашава да народ Русије прихвата овај Устав; утврђују се демократске и хуманистичке вредности; одређује се место Русије у савременом свету. Први одељак садржи 9 поглавља и састоји се од 141 члана (у складу са законом Руске Федерације о амандману на Устав Руске Федерације од 14.03.2020 № 1-ФУЗ "О унапређењу регулисања појединих питања организације и функционисања јавне власти", додато је постојећих 137 чланова још 5, као и један који је изгубио снагу) који утврђују основе политичког, јавног, правног, економског, социјалног система у Руској Федерацији, основна права и слободе појединца, федеративни. Други одељак дефинише завршне и прелазне одредбе и служи као основа сукцесије и стабилности уставно-правних норми.
Непосредно структура Устава изгледа на следећи начин:
- Преамбула
- Први одељак
  - Глава 1. Основе уставног поретка (чланови 1-16)
  - Поглавље 2. Права и слободе човека и грађанина (чланови 17-64)
  - Поглавље 3. Федерални уређај (чланови 65-79.1)
  - Поглавље 4. Председник Руске Федерације (чланови 80-93)
  - Поглавље 5. Савезна скупштина (чланови 94-109)
  - Глава 6. Влада Руске Федерације (чланови 110-117)
  - Глава 7. Правосуђе и тужилаштво (чланови 118-129)
  - Поглавље 8. Локална управа (чланови 130-133)
  - Глава 9. Уставни амандмани и ревизија Устава (чланови 134-137)
- Други део. Завршне и прелазне одредбе

## Уставни амандмани и ревизија Устава
Субјекти уставне законодавне иницијативе, односно субјекти који могу да дају предлоге за уставне амандмане и преиспитивање одредби Устава, су:
- Председник Руске Федерације;
- Савет Федерације;
- Државна дума;
- Влада Руске Федерације;
- законодавни (Представнички) органи субјеката Руске Федерације;
- група од најмање петине чланова Савета Федерације или депутата Државне думе.

Редак уношења амандмана у Устав и његове ревизије регламентисан је поглављем 9 Устава, који предвиђа четири врсте уставних амандмана у зависности од значаја питања регулисаних једним или другим делом Устава:
1. преиспитивање одредби поглавља 1( Основе уставног поретка), 2 (права и слободе човека и грађанина) и 9 Устава;
2. измене осталих поглавља (осим члана 65);
3. уношење промена у члан 65 у вези са променом имена субјекта Руске Федерације;
4. уношење промена у члан 65 у вези са променом састава Руске Федерације.

Промене у члану 65 не утврђују никакве принципијелне одредбе, већ само конкретизују састав Руске Федерације у овом тренутку. Због тога се промене у члану 65 Устава уносе у поједностављеном реду.

### Уношење промена у члан 65 Устава у вези са променом назива субјекта Русије
Део 2 члана 137 Устава гласи:
| „ | У случају промене имена Републике, крајева, области, града федералног значаја, аутономне области, аутономног округа, нови назив субјекта Руске Федерације подлеже укључивању у члан 65 Устава Руске Федерације. | ” |

| Нормативни акт                                                | Пре промена                                                                 | Након промена                                                                    |
| ------------------------------------------------------------- | --------------------------------------------------------------------------- | -------------------------------------------------------------------------------- |
| Указ председника Руске Федерације од 9. јануара 1996. № 20    | Ингушска Република (Ингушская Республика)                                   | Република Ингушетија (Республика Ингушетия)                                      |
| Указ председника Руске Федерације од 9. јануара 1996. № 20    | Република Северна Осетија (Республика Северная Осетия )                     | Република Северна Осетија-Аланија (Республика Северная Осетия — Алания)          |
| Указ председника Руске Федерације од 10. фебруара 1996. № 173 | Република Калмикија Хальмг Тангч (Республика Калмыкия — Хальмг Тангч)       | Република Калмикија (Республика Калмыкия)                                        |
| Указ председника Руске Федерације од 9. јуна 2001. № 679      | Чувашка Република Чаваш Републике (Чувашская Республика — Чаваш Республики) | Чувашка Република - Чувашија (Чувашская Республика - Чувашия)                    |
| Указ председника Руске Федерације од 25. јула 2003. № 841     | Ханти-Мансијски аутономни округ (Ханты-Мансийский автономный округ)         | Ханти-Мансијски аутономни округ Југра (Ханты-Мансийский автономный округ — Югра) |
| Указ председника Руске Федерације од 27. марта 2019. № 130    | Кемеровска област (Кемеровская область)                                     | Кемеровска област - Кузбасс (Кемеровская область — Кузбасс)                      |

### Уношење промена у члан 65 Устава у вези са променом састава Русије
У складу са делом 1 члана 137 Устава:
| „ | Промене у члану 65 Устава Руске Федерације, који одређује састав Руске Федерације, уносе се на основу Федералног Уставног закона о прихватању у Руску Федерацију и формирању у њеном саставу новог субјекта Руске Федерације, о промени конституционо-правног статуса субјекта Руске Федерације. | ” |

Прикључење територија Украјине током руско-украјинског сукоба 2014.и 2022. године није добило међународно признање и довело је до формирања 6 субјеката у складу РФ. Подаци о променама су у табели означени беж бојом.
| Савезни уставни закон     | Датум промене     | Искључено из члана 65                                                   | Укључено у члан 65                               |
| ------------------------- | ----------------- | ----------------------------------------------------------------------- | ------------------------------------------------ |
| од 25. марта 2004. № 1    | 1. децембар 2005. | Пермијска област, Коми-Пермијски аутономни округ                        | Пермијски крај                                   |
| од 14. октобра 2005. № 6  | 1. јануар 2007    | Тајмырски (Долгано-Ненецки) аутономни округ, Евенкијски аутономни округ | —                                                |
| од 12. јула 2006 № 2      | 1. јула 2007      | Камчатска област, Корјачки аутономни округ                              | Камчатски крај                                   |
| од 30. децембра 2006. № 6 | 1. јануар 2008    | Уст-Ордски бурјатски аутономни округ                                    | —                                                |
| од 21. јула 2007. № 5     | 1. март 2008.     | Читинска област, Агински Бурятски аутономни округ                       | Забайкаљски крај                                 |
| од 21. марта 2014. № 6    | 21. март 2014     | —                                                                       | Република Крим, град савезног значаја Севастопољ |
| од 4. октобра 2022. № 5   | 4. октобар 2022   | —                                                                       | Доњецка Народна Република                        |
| од 4. октобра 2022. № 6   | 4. октобар 2022   | —                                                                       | Луганска Народна Република                       |
| од 4. октобра 2022. № 7   | 4. октобар 2022   | —                                                                       | Запорожска област                                |
| од 4. октобра 2022. № 8   | 4. октобар 2022   | —                                                                       | Херсонска област                                 |

### Измене поглавља 3-8 Устава
Члан 136 Устава гласи:
| „ | Амандмани на поглавља 3-8 Устава Руске Федерације усвајају се по налогу предвиђеном за усвајање Савезног уставног закона и ступају на снагу након њиховог одобрења од стране органа законодавне власти најмање две трећине субјеката Руске Федерације. | ” |

Ова питања су такође уређена у Федералном закону од 6.фебруара 1998. године "О начину прихватања и ступања на снагу амандмана на Устав Руске Федерације".
Амандмани на поглавља 3-8 морају бити одобрени са две трећине гласова посланика Државне Думе и три четвртине гласова чланова Савета Федерације. Након тога, предлог о уносу уставних амандмана се шаље законодавним (представничким) органима субјеката Руске Федерације. У року од годину дана, овај предлог мора бити одобрен од стране законодавних (представничких) органа у најмање две трећине субјеката Руске Федерације. Након утврђивања резултата разматрања, Савет Федерације у року од седам дана шаље закон Руске Федерације о амандману на Устав Руске Федерације председнику, који га потписује и објављује у року од четрнаест дана.

### Преиспитивање одредби поглавља 1, 2 и 9 Устава
У члану 135 Устава Руске Федерације наведено је да мора бити примљен федерални уставни закон о уставној скупштини, али такав закон није примљен.
Ревизија Устава разликује се од уставних амандмана по томе што је у првом случају резултат усвајање новог устава, а у другом се мењају постојећи Устав. При томе, поправке могу бити унесене само у поглавља 3-8 Устава. Да би се измениле одредбе поглавља 1, 2 и 9, мора се започети процедура преиспитивања Устава у складу са чланом 135 члана 9 Устава.
Процедура преиспитивања Устава Руске Федерације почиње са уносом предлога о преиспитивању Устава у Државну думу од стране субјекта уставне законодавне иницијативе. Ако овај предлог буде прихваћен од стране Државне думе (потребно је најмање три петине гласова), он се у року од пет дана шаље Савету Федерације (који такође мора одобрити три петине гласова). Након тога, треба сазвати Уставну скупштину посебан оснивачки орган, чији ред формирања и активности треба да буде прописан у специјалном Федералном уставном закону. Уставна скупштина доноси једну од следећих одлука:
- потврђује непроменљивост Устава;
- израђује нацрт новог устава који:
  - прихвата га сама Уставна скупштина са две трећине гласова или
  - износи се на народно гласање, где пројекат мора бити одобрен од стране више од једне друге од броја бирача који су учествовали у гласању, под условом да је у њему учествовало најмање половина бирача.

### Амандмани 2020
Крајем јануара 2020.године, председник Русије Владимир Путин је у Државну думу унео предлог закона о поправци у Устав РФ; након низа разноврсних промена, примљен је у марту 2020. године као 1-ФКЗ. Промене основног закона посвећене су новим захтевима који се подносе председнику, члановима владе и државним службеницима различитих нивоа, утврђују социјалне гаранције државе пред грађанима, мењају круг овлашћења парламента, забрањују отуђење федералних територија, утврђују статус руског језика, утврђују приоритет националног законодавства над међународним у случају његовог противљења Уставу Русије. Осим тога, поправке омогућавају актуелном председнику да се поново кандидује за ову функцију 2024.године (раније не расправљано тзв.)
Уставне промене су изнесене на општоруско гласање, које је одржано 1.јула 2020. године, по чијим је званичним резултатима одобрено 77,92% учесника гласања. 3.јула председник је потписао указ о званичном објављивању текста Устава Руске Федерације са унесеним амандманима. Нова ревизија Устава ступила је на снагу 4.јула 2020.

## Устав и ограничавање права и слобода човека и грађанина
Упркос томе што су људска и грађанска права у складу са Уставом Русије највиша вредност, Устав Русије допушта њихово ограничење. На основу члана 55 Устава Русије, таква ограничења морају задовољити следеће захтеве:
- ограничење права не би требало да достигне такве размере у којима би се могло говорити о укидању или чак умањивању појединачних људских и грађанских права, што подразумева законодавно успостављање у области одговарајућих права и слобода мере слободе мање од оне потребне у смислу основног садржаја ових права и слобода;
- никаква ограничења људских и грађанских права и слобода не могу се вршити на основу подзаконских аката;
- исцрпан списак основа за ограничавање права и слобода човека и грађанина је "заштита основа уставног поретка, морала, здравља, права и законских интереса других лица, обезбеђивање одбране земље и безбедности државе".;
- ограничење права и слобода не би требало да прелази минималну потребну меру која омогућава реализацију циљева наведених у претходној тачки;
- морају се истовремено извршити сви наведени у пп. 1-4 захтеви, као и остали захтеви Устава Русије.

У супротном, ограничавање људских права и слобода сматра се противуставним.
Горе наведени захтеви спадају у такозване "генералне клаузуле", у складу са којима је дозвољено ограничавање људских права и слобода у Руској Федерацији. Ипак, појединачни чланови другог поглавља Устава Русије садрже посебне основе ограничења тих или оних права. На пример, право власништва на земљу у складу са чл.2 чл. 36 Устава Русије се врши слободно, ако то не наноси штету околини. Стога је захтев за заштиту животне средине посебна уставна основа за ограничавање власништва.
Неки од основа ограничења права грађана, посебно "заштита <...> морала, здравља, права и законских интереса других лица, обезбеђивање одбране земље и безбедности државе", су веома растегљиви са нормативне тачке гледишта. Обраћајући пажњу на критеријуме оправданости примене ограничења, Уставни Суд Русије је указао: "јавни интереси наведени у члану 55 (део 3) Устава Руске Федерације могу оправдати правна ограничења права и слобода само ако су таква ограничења адекватна друштвено неопходном резултату".
Уставни Суд Русије је такође прихватио низ принципа које је Европски суд за људска права увео у праксу као неопходне за ограничавање права услова. На пример, у једној од одлука КС Русије утврђено је да "ограничења права својине, као и слободе предузетничке и друге економске активности, могу бити уведене Федералним законом, ако су неопходне за заштиту других уставно значајних вредности, укључујући права и легитимне интересе других лица, испуњавају захтеве правде, разумности и пропорционалности( пропорционалности), имају заједнички и апстрактни карактер, немају обрнуту снагу и не утичу на само биће овог уставног права".

## Разлике Устава од закона
Устав Русије:
- утврђује државни поредак, основна права и слободе, одређује облик државе и систем виших органа државне власти;
- има највишу правну снагу;
- има директну акцију (одредбе Устава морају се спроводити без обзира да ли су у супротности са другим актима);
- одликује се стабилношћу, условљеном посебним, компликованим редоследом прихватања и промене;
- то је основа за текући закон.

## Издала
Официално издање Устава Руске Федерације врши Московско издаваштво Юридичка литература. Остварено је шест званичних издања Основног закона: 1993, 1997, 2005, 2009, 2011.године, као и 2014. године и објављивање текста Устава у Руској новини. Постоје десетине преиздавања Устава Руске Федерације, укључујући у уметничком извођењу ,на пример, Артконституција, Устав у карикатурама, рукописни (калиграфски) Устав ,Иллустрирани Устав Русије и Устав у специјалној варијанти за слепе људе.

## Преводи
До 2014. године на сајту kremlin.ru размештао се званични превод Устава Русије на енглески језик, осим тога постоје многи алтернативни преводи, на пример, превод система Гарант који се разликује од државне верзије.
Издаваштво администрације председника Юридичка литература је више пута издавало збирку текстова конституције, која укључује њене преводе на енглески, француски, немачки и шпански језик ( 978-5-7260-1082-3 издање 2008.године на 5 језика).
"У складу са Указом председника Руске Федерације, Ови преводи, једини у Руској Федерацији, признају се као аутентични тексту оригинала актуелног Устава", пише на сајту издаваштва.

## Нумизматика
10.децембра 2018. године издата је памћена монета од бакра-никелова сплава номиналом 25 рубаља 25-Годишњица прихватања конституције Руске Федерације. На реверсу кованица налази се рельефна слика откривене књиге са цртежом герба Руске Федерације на левој страни и натписом "КОНСТИТУЦИЯ РОССИЙСКОЙ ФЕДЕРАЦИИ" на десној страни. Памјетна монета је издата тиражом од 1 000 000 и представља законско средство готовинског плаћања на територији РФ.